# سان بيدرو سكاتيبيكيز، سان ماركوس
سان بيدرو سكاتيبيكيز، سان ماركوس هي بلدية في غواتيمالا، تقع في إقليم سان ماركوس، بلغ عدد سكانها 67,075  نسمة وذلك حسب إحصائيات سنة 2002، تبلغ مساحتها 253 كيلومتر مربع، رمزها البريدي هو 12002.

## الموقع
تشترك في الحدود مع:
- San Antonio Sacatepéquez [الإنجليزية]‏
- San Juan Ostuncalco [الإنجليزية]‏
- San Cristóbal Cucho [الإنجليزية]‏
- La Reforma, San Marcos [الإنجليزية]‏
- Palestina de Los Altos [الإنجليزية]‏
- Esquipulas Palo Gordo [الإنجليزية]‏
- San Lorenzo, San Marcos [الإنجليزية]‏
- El Tumbador [الإنجليزية]‏
- Nuevo Progreso, San Marcos [الإنجليزية]‏.

## المناخ
يظهر الجدول التالي التغييرات المناخية على مدار السنة لسان بيدرو سكاتيبيكيز، سان ماركوس:
| البيانات المناخية لـسان بيدرو سكاتيبيكيز، سان ماركوس | البيانات المناخية لـسان بيدرو سكاتيبيكيز، سان ماركوس | البيانات المناخية لـسان بيدرو سكاتيبيكيز، سان ماركوس | البيانات المناخية لـسان بيدرو سكاتيبيكيز، سان ماركوس | البيانات المناخية لـسان بيدرو سكاتيبيكيز، سان ماركوس | البيانات المناخية لـسان بيدرو سكاتيبيكيز، سان ماركوس | البيانات المناخية لـسان بيدرو سكاتيبيكيز، سان ماركوس | البيانات المناخية لـسان بيدرو سكاتيبيكيز، سان ماركوس | البيانات المناخية لـسان بيدرو سكاتيبيكيز، سان ماركوس | البيانات المناخية لـسان بيدرو سكاتيبيكيز، سان ماركوس | البيانات المناخية لـسان بيدرو سكاتيبيكيز، سان ماركوس | البيانات المناخية لـسان بيدرو سكاتيبيكيز، سان ماركوس | البيانات المناخية لـسان بيدرو سكاتيبيكيز، سان ماركوس | البيانات المناخية لـسان بيدرو سكاتيبيكيز، سان ماركوس |
| الشهر                                                | يناير                                                | فبراير                                               | مارس                                                 | أبريل                                                | مايو                                                 | يونيو                                                | يوليو                                                | أغسطس                                                | سبتمبر                                               | أكتوبر                                               | نوفمبر                                               | ديسمبر                                               | المعدل السنوي                                        |
| ---------------------------------------------------- | ---------------------------------------------------- | ---------------------------------------------------- | ---------------------------------------------------- | ---------------------------------------------------- | ---------------------------------------------------- | ---------------------------------------------------- | ---------------------------------------------------- | ---------------------------------------------------- | ---------------------------------------------------- | ---------------------------------------------------- | ---------------------------------------------------- | ---------------------------------------------------- | ---------------------------------------------------- |
| متوسط درجة الحرارة الكبرى °م (°ف)                    | 17.5 (63.5)                                          | 18.1 (64.6)                                          | 19.6 (67.3)                                          | 20.7 (69.3)                                          | 20.7 (69.3)                                          | 19.9 (67.8)                                          | 19.9 (67.8)                                          | 20.4 (68.7)                                          | 19.8 (67.6)                                          | 19.1 (66.4)                                          | 18.6 (65.5)                                          | 18.1 (64.6)                                          | 19.4 (66.9)                                          |
| المتوسط اليومي °م (°ف)                               | 10.1 (50.2)                                          | 10.5 (50.9)                                          | 12.0 (53.6)                                          | 13.7 (56.7)                                          | 14.9 (58.8)                                          | 14.9 (58.8)                                          | 14.8 (58.6)                                          | 14.7 (58.5)                                          | 14.7 (58.5)                                          | 13.9 (57.0)                                          | 12.2 (54.0)                                          | 11.3 (52.3)                                          | 13.1 (55.7)                                          |
| متوسط درجة الحرارة الصغرى °م (°ف)                    | 2.8 (37.0)                                           | 3.0 (37.4)                                           | 4.5 (40.1)                                           | 6.7 (44.1)                                           | 9.2 (48.6)                                           | 10.0 (50.0)                                          | 9.7 (49.5)                                           | 9.0 (48.2)                                           | 9.7 (49.5)                                           | 8.7 (47.7)                                           | 5.9 (42.6)                                           | 4.5 (40.1)                                           | 7.0 (44.6)                                           |
| الهطول مم (إنش)                                      | 7 (0.3)                                              | 5 (0.2)                                              | 28 (1.1)                                             | 69 (2.7)                                             | 231 (9.1)                                            | 345 (13.6)                                           | 270 (10.6)                                           | 298 (11.7)                                           | 306 (12.0)                                           | 218 (8.6)                                            | 18 (0.7)                                             | 14 (0.6)                                             | 1٬809 (71.2)                                         |
| المصدر: Climate-Data.org                             |                                                      |                                                      |                                                      |                                                      |                                                      |                                                      |                                                      |                                                      |                                                      |                                                      |                                                      |                                                      |                                                      |